# Cazalilla
Cazalilla er en by og kommune i det sydlige Spanien i provinsen Jaén. Den har et indbyggertal på 771 (2024) indbyggere.